# Villa Ocampo, Argentina
Villa Ocampo är en ort i Argentina.   Den ligger i provinsen Santa Fe, i den nordöstra delen av landet, 700 km norr om huvudstaden Buenos Aires. Villa Ocampo ligger 54 meter över havet och antalet invånare är 19 101.
Terrängen runt Villa Ocampo är mycket platt. Villa Ocampo är det största samhället i trakten.
Trakten runt Villa Ocampo består i huvudsak av gräsmarker. Runt Villa Ocampo är det glesbefolkat, med 16 invånare per kvadratkilometer.